# Иван Антуновић
Иван Антуновић (19. јун 1815 — 13. јануар 1888) је био буњевачки родољуб и писац. Био је римокатолички свештеник, а 1876. године је постављен за титуларног (почасног) бискупа „босонског“ (титуларна блискоисточна бискупија). У том својству је служио при управи тадашње Калочко-бачке надбискупије.

## Биографија
Рођен је у Кунбаји близу Суботице у угледној породици чији су чланови заузимали високе положаје у Бачко-бодрошкој жупанији у Угарској. Средњу школу учио је у Калочи (мађ. Kalocsa), Суботици, Печују и Сегедину, а богословију у Калочи, 1842. Потпомагао га је рођак Алберт Антуновић, који је постао поджупан Бач-бодрошке жупаније.
Иван Антуновић постао је католички свештеник у Бачком Аљмашу (мађ. Bácsalmás) и тада је започео свој рад. Године 1870. у Калочи је покренуо и пет година уређивао „Буњевачке и шокачке новине“ и њихов прилог „Буњевачку и шокачку вилу“.
Антуновић је писао и „Поучне искрице“, „Славјан“ (Калоча, 1875), „Одметник“ (Загреб, 1875), „Бог с човиеком на земљи“ (Вац, 1879). Напутак (полемичан спис против назаренства)
Писао је и новеле од којих су од посебне важности „Свиленка“ (1874) и „Несретна Марија“ (1876).
У Бечу је 1882. је штампана Антуновићева "Razprava o podunavskih i potisanskih Bunjevcih i Šokcih u pogledu narodnom, vjerskom, umnom, gradjanskom i gospodarskom".
Писао је буњевачким говором и зато су га Мађари сумњичили да буни народ. У буђењу народне свести код Буњеваца учинио је врло много. О свом трошку изучио је око 200 сиромашних ђака Буњеваца забележили су о њему Марин Мандић из Будимпеште и Мијо Мандић млађи из Суботице. Међу њима је био и Мијо Мандић (1857–1945) велики буњевачки родољуб и главни уредник и издавач буњевачких новина "Невен“. Од Антуновићевих расправа неке су остале нештампане.
Под утицајем Вука Караџића Антуновић се опредељује за фонетски правопис и за ијекавицу.
Иван Антуновић је умро 13. јануара 1888. године у Калочи, а гроб му је у Бачалмашу.

### Важнији радови
- Antunović, Ivan (1882). Razprava o podunavskih i potisanskih Bunjevcih i Šokcih u pogledu narodnom, vjerskom, umnom, gradjanskom i gospodarskom (PDF). Beč.

## Занимљивости
Пишући о Буњевцима и Шокцима, спомињао је да су свој језик раније звали рацки, али све мање, као и да су у ранијем периоду писали ћирилицом. На много места наводи да су Срби и Буњевци исти народ, а само на једном месту наводи тадашња политичка настојања Беча и Штросмајера, да их се хрватизира, па пише: ...гдје је год било Србах, тамо је у већем или мањем броју било такођер Буњевацах и Шокацах, или како се данас волимо називати, Хрватах... Замерао је кнезу Милошу што је све католике преко Саве и Дунава сматрао Швабама.